# Pietrzykowo-Gołąbki
Pietrzykowo-Gołąbki – wieś w Polsce położona w województwie podlaskim, w powiecie bielskim, w gminie Bielsk Podlaski.
W latach 1954-1959 wieś była siedzibą gromady Pietrzykowo-Gołąbki, po jej zniesieniu w gromadzie Piliki. W latach 1975–1998 miejscowość administracyjnie należała do województwa białostockiego.
Wierni kościoła rzymskokatolickiego należą do parafii Miłosierdzia Bożego w Bielsku Podlaskim.